# Hookeriopsis balazsii
Hookeriopsis balazsii är en bladmossart som beskrevs av Maurice Bizot 1973. Hookeriopsis balazsii ingår i släktet Hookeriopsis och familjen Hookeriaceae. Inga underarter finns listade i Catalogue of Life.